# Saneringsplaner i Danmark
En Saneringsplan var indtil 1983 en stedplan for nedrivninger, fornyelse og opførelse af erstatningsbyggeri i ældre bydele med utidssvarende byggeri. Saneringsplaner blev lavet fortrinsvis for de gamle købstæder, men efter 1969 kunne også bykvarterer i andre byer inddrages under saneringsbestemmelser efter behov.
Saneringsplaner og forvaltningen af skiftende saneringslove har hørt under boligministeriet, mens ansvaret for udførelse af lovens hensigter har hørt under kommunalbestyrelsen.

## Baggrund og lovgrundlag
Baggrunden for saneringsplanerne var erkendelsen allerede før 2. verdenskrig af, at der rundt om i landet fandtes bydele, hvis bebyggelse i boligmæssig henseende ikke levede op til samtidige sundheds- og byggetekniske krav. Ulige undersøgelser har gennem tiden godtgjort, at sådanne byområder med utilfredsstillende levevilkår har en tendens til at opsamle mennesker og familier, hvis indkomstmæssige og andre livsbetingelser ikke muliggør at finde andre og bedre vilkår, og som derfor i stort omfang er mere udsatte for at blive ramt af langtidsskader som følge af de ringe boligmiljøer.
På denne baggrund vedtoges en lov om boligtilsyn og sanering i 1939, senere fornyet i 1959 og atter i 1969.

### Saneringsloven 1939
Den første saneringslov, lov nr. 212 af 31. maj 1939 om boligtilsyn og sanering af usunde bydele, blev vedtaget angivne år. Loven forudsatte, at saneringsområder skulle totalsaneres, hvilket indebar, at den samlede bebyggelse forudsås erstattet af en ny bebyggelse.

### Saneringsloven 1959
En ny saneringslov, lov nr. 184 af 5. juni 1959, blev vedtaget angivne år. Denne saneringslov indebar, at der forud for udformningen af en saneringsplan var forudsat lavet en partiel byplanvedtægt for saneringsområdet, hvori var fastlagt:
- den fremtidige bebyggelse og dennes anvendelse,
- fremtidige vejanlæg,
- eventuelle fremtidige offentlige arealer og anlæg.

Selve saneringsplanen efter denne lov omhandlede:
- indgreb i den hidtidige bebyggelse (nedrivning, ombygning med mere),
- den nye bebyggelses udformning og tilvejebringelsen af fremtidige fællesarealer og fællesanlæg,
- ansvarshavende for saneringens gennemførelse,
- eventuelle ekspropriationsbehov,
- tidsfølgen for saneringens gennemførelse,
- finansieringen af saneringen, herunder erstatninger og lignende samt behovet for erstatningsboliger for udsanerede beboere[7].

Det forudsattes i denne lov, at saneringsplanen skulle indeholde en redegørelse for de forudgående undersøgelser, der var forudsat lavet, herunder:
1. almindelig karakteristik af området, herunder om sundhedsskadelige og brandfarlige forhold,
2. oversigt over ejendomme, der forud var påbudt forbedret eller kondemneret (det vil sige forbudte at anvende til boliger og ophold) i henhold til boligtilsynsloven,
3. oversigt over andre dårlige ejendomme i saneringsområdet,
4. frivilligt kunne tillige laves en foreløbig opgørelse over grund- og bygningsværdier.

Disse forundersøgelser skulle lede frem til en samlet kvalitetsbedømmelse, der dannede grundlag for den påbudte partielle byplanvedtægt, som atter dannede grundlag for saneringsplanens handleprogram. Saneringen kunne efter denne lov udføres som enten totalsanering eller som differentieret sanering. Saneringsplanen skulle blandt andet ledsages af en flytteplan for de familier, som måtte fraflytte i forbindelse med saneringen.
Saneringsplanerne efter denne lov mindede meget om de samtidige udredningsplaner og med den ene undtagelse, at det ved saneringsplanen kun var forudset at vedrøre usunde og/eller brandfarlige ejendomme, hvorimod denne begrænsning ikke gjalt for udredningsplaner.

### Saneringsloven 1969
En fornyet saneringslov blev vedtaget 1969, og med et langt mere ambitiøst sigte end tidligere love. Den nye lov og det dertil knyttede cirkulære pålagde for det første kommunerne at afgrænse de byområder, hvor en saneringsvirksomhed kunne tænkes at være påkrævet. Dernæst pålagde loven kommunerne nøjere at registrere og vurdere samtlige i området beliggende ejendomme efter et særligt klassificeringssystem i følgende grupper:
- gruppe 1a – boliger med benyttelsesfrist under 6 år,
- gruppe 1b – boliger med benyttelsesfrist 6-20 år,
- gruppe 2 – boliger med uafhjælpelige forhold på grund af bebyggelsesforhold,
- gruppe 2 – boliger med uafhjælpelige forhold på grund af konstruktionernes tilstand,
- gruppe 3 – øvrige ejendomme.

Som kondemneringsårsager skelnedes mellem:
- boliger uden wc,
- ensidigt orienterede boliger,
- boliger i brandfarlige bygninger,
- boliger med udvendigt spildevandsafløb,
- fugtige boliger,
- boliger uden tilstrækkelig lys og luft,
- boliger i slet vedligeholdte bygninger.

Endvidere blev registreret bygninger, der i øvrigt ansås for betænkelige i sundheds- og brandmæssig henseende.
Desuden foretoges en vurdering af ejendommenes vedligeholdelsestilstand, idet der skelnedes mellem:
- godt vedligeholdte bygninger,
- mindre godt vedligeholdte bygninger,
- dårligt vedligeholdte bygninger,
- slet vedligeholdte bygninger.

Endelig registreredes, om bygningerne var fredede efter bygningsfredningsloven (henholdsvis i "klasse A" og i "klasse B").
Hele dette omfattende registreringsmateriale blev samlet statistisk og på oversigtskort, hvis farve angav bygningernes gruppetilhørsforhold, mens særlige områder fik egen signatur:
- områder anvendt til landbrug eller som kun rummede spredt bebyggelse – kode 8a,
- områder anvendt til offentlige formål – kode 8d,
- områder med boligbebyggelse opført med statslån eller statsgaranti i henhold til byggestøttelovene fra 1933 og senere, eller i tilsvarende kvalitet – kode 8e.

På grundlag af dette omfattende registreringsgrundlag skulle der laves en tidsfølgeplan for saneringerne karré for karré. De enkelte saneringer skulle gennemføres efter en dertil specielt udarbejdet saneringsplan for den enkelte karré.

## Saneringsplanernes indhold
Saneringsplanerne bestod af to dele:
1. en delplan for planlagte rydninger,
2. en delplan for genopbygninger.

Saneringsplanerne havde ligheder med andre stedplaner, idet de viste den hidtidige og fremtidige tilstand, som tilsigtedes med saneringsplanen, herunder byggeforhold, fri- og fællesarealer. Desuden indeholdt planen overslag over omkostningerne i tilknytning til saneringsplanens gennemførelse.

## Gyldighed
Når et forslag til en saneringsplan var udarbejdet, skulle denne godkendes af boligministeriet. Efter godkendelse blev planen tinglyst, og det var derefter ejendommenes ejeres påbud at sikre, at planen blev udført, idet der i loven var givet visse muligheder for statstilskud og lån til gennemførelsen af saneringsplanen.

## Ophævelse
Saneringsplanerne havde og har fortsat gyldighed efter ikrafttrædelsen af byfornyelsesloven, men planerne må forventes med tiden at blive afløst af nye og mere tidssvarende planer i takt med byfornyelsens fortsatte fremadskriden.

## Saneringsområder
Saneringsområder blev udpeget i stort set alle købstæders ældre bydele samt i ældre bydele i andre byer og i forstæder.